# Зак Снајдер
Закари Едвард Снајдер (енгл. Zachary Edward Snyder; Грин Беј, 1. март 1966) амерички је филмски редитељ, сценариста и продуцент познат по акционим и научнофантастичним филмовима.
Након успешног редитељског дебија, римејка Зора живих мртваца из 2004, Снајдер је снимио неколико адаптација популарних стрипова међу којима су 300 — Битка код Термопила (2006), Надзирачи (2009), Човек од челика (2013), Бетмен против Супермена: Зора праведника (2016) и Лига правде (2017).